# Jugoslávská liga ledního hokeje 1965/1966
Sezóna 1965/1966 byla 24. sezónou Jugoslávské ligy ledního hokeje. Vítězem se stal tým HK Jesenice.

## Konečná tabulka
1. HK Jesenice
2. KHL Medveščak
3. HK Partizan
4. HK Olimpija Ljubljana
5. OHK Bělehrad
6. HK Crvena Zvezda Bělehrad
7. HK Kranjska Gora
8. KHL Mladost Zagreb